# 喬一凡
喬一凡（1896年4月14日—1994年5月4日），名雲棟。江蘇省寶應縣人。民國37年（1948年）在江蘇省第五選區遞補當選第一屆立法委員。

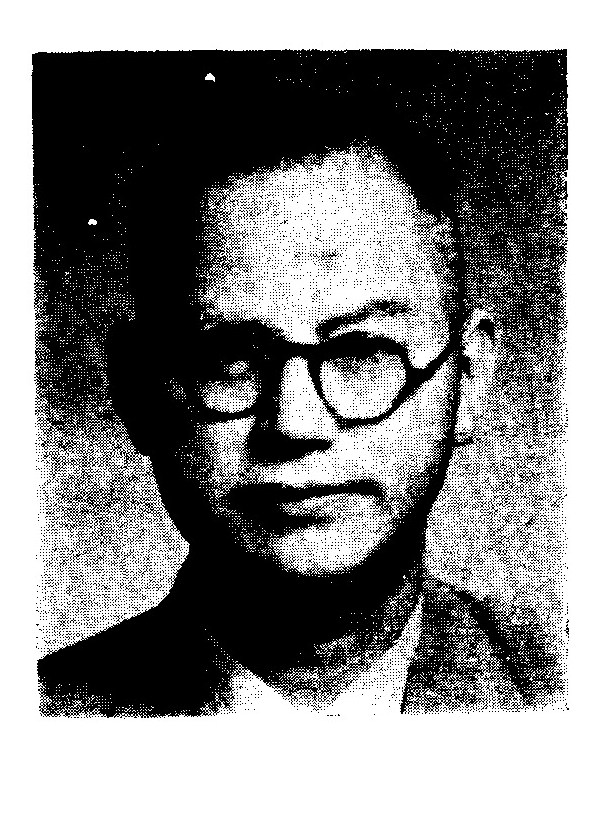

## 生平[2][3][4][5][6][7]
- 國立暨南大學、東南大學教育及政法經濟系畢業
- 中小學及文武大學長期教書
- 南京組織學生會，參加領導運動，籌建義學
- 民十三辦中學，兼辦南京日报
- 全國性十三教育團體聯合會及中山學社等理事
- 南京私立鍾南中學校長
- 南京民營新聞團體聯合會負責人
- 1951年，遞補當選立法委員[8]
- 1994年5月在美國僑居地逝世[9]